# Blondi
Blondi (1941 – Berlim, 30 de abril de 1945) foi uma cadela pastor-alemão pertencente a Adolf Hitler, presenteada a ele por Martin Bormann. Blondi permaneceu com Hitler mesmo quando ele se mudou para o búnquer subterrâneo em janeiro de 1945. Em março, ou mais provavelmente em abril de 1945, ela deu luz à uma cria de cinco filhotes com o pastor alemão Harras, pertencente a Paul Troost. Hitler batizou um dos filhotes de "Lobo", seu apelido favorito e o significado de seu próprio nome, Adolf ("lobo nobre"), treinando-o.
De acordo com testemunhas, Hitler era muito afeiçoado à Blondi, mantendo-a a seu lado e permitindo que ela dormisse em seu quarto no búnquer, uma afeição não compartilhada por Eva Braun, companheira de Hitler, que preferia seus dois cães scottish terrier, Negus e Stasi (ou Katuschka). De acordo com Traudl Junge, secretária pessoal de Hitler, Eva detestava Blondi e costumava chutá-la por baixo da mesa de jantar.
Antes de Hitler cometer suicídio em 30 de abril de 1945, ele ordenou que o médico Werner Haase testasse em Blondi os comprimidos de cianeto que ele utilizaria, temendo que as pílulas fossem falsas. Comprovada a eficácia do veneno, ele ficou completamente inconsolável e tirou sua própria vida pouco tempo depois quando ficou cercado pelos soviéticos. De acordo com um relatório encomendado por Stalin e baseado em depoimentos de testemunhas, o sargento Fritz Tornow, que cuidava dos cães no búnquer, arrancou as crias de Blondi dos braços dos filhos de Joseph Goebbels e matou os animais a tiros no jardim do búnquer. Ele então matou os cães de Eva Braun e seu próprio dachshund com uma injeção letal. Tornow foi posteriormente capturado pelos aliados. Quando a Batalha de Berlim terminou, o corpo da cadela foi exumado e fotografado pelos soviéticos. Há, também, quem diga que Hitler matou sua própria cadela e os cães da casa pois tinha medo do que os soviéticos poderiam fazer com ela quando invadissem.